# 陈瑸故居
陈瑸故居，位于中国广东省湛江市雷州市附城镇南田村，为湛江市雷州市的一个市级文物保护单位，类型为古建筑，公布时间为2001年8月17日。
陈瑸故居的历史年代为清代。